# Asociación Galega de Editoras
La Asociación Galega de Editoras (conocida hasta mayo de 2016 como Asociación Galega de Editores) es una asociación de ámbito gallego fundada en 1983 ante la falta de un organismo que defendiera los intereses de los editores en la época. Se constituye con el objetivo de ser la representación gremial de los editores gallegos. En 2016 constaba de 35 empresas editoriales (algo menos de la mitad del total de editoriales radicadas en Galicia), a las cuales proporcionaban ayuda tanto en la edición como en la promoción del libro gallego.
Sus últimos presidentes fueron Manuel Bragado, Laura Rodríguez y, desde mayo de 2016, Xosé Ballesteros, en cuyo equipo de dirección se integran la propia expresidenta Laura Rodríguez o editores como Henrique Alvarellos David Cortizo, María Xesús Gómez, Ana Guerra, Fran Alonso y Xulio Amigo.

## Objetivos
- Reconocimiento y concreción de sector estratégico por parte de las administraciones.
- La profesionalización gremial: estrategias de cooperación intersectorial, nuevas vías de financiación, formación, estrategias de comunicación etc.
- Incremento de la dotación pública de libro gallego en la Red Bibliotecaria Pública Gallega.
- Concreción de la deuda histórica que, según la asociación, tienen las administraciones con el libro gallego.
- Objetivos de actuación pública:
  - Jornadas técnicas, digitalización de contenidos.
  - Programa de formación continua de trabajadores del sector.
  - Actuación en prevención de riesgos laborales.
  - Participación en ferias internacionales del libro.

## Servicios
La AGE presta a sus asociados servicios de información y documentación, formación, apoyo en las ferias y en las actividades de promoción del libro gallego.
1. Información y documentación 
  - Amplia y puntual información sobre cualquiera tema de interés para el sector editorial (subvenciones, convenios, ferias, bolsas de ayuda, misiones comerciales, premios etc.)
  - Seguimiento puntual del BOE, DOG, BOP, y otros boletines de interés para los editores.
2. Formación
  - Información y/u organización de cursos de formación para lo personal de las empresas del gremio.
  - Realización de jornadas técnicas Comercio Exterior
3. Comercio Exterior
  - Participación como colectivo en las ferias profesionales del libro que formen parte del calendario de actividades anuales. En colaboración con la Dirección General del Libro de la Junta de Galicia, con las cámaras de comercio de Galicia y con la Federación de Gremios de Editores de España.
  - Apoyo a los editores en estos eventos.
4. Promoción del libro gallego
  - Día de las Letras Gallegas.
  - Apoyo a iniciativas asociativas relacionadas con el libro.
  - Información a los medios de las noticias de interés relacionadas con la AGE y a las empresas asociadas.
  - Premio anual a la colaboración con el mundo editorial y la cultura gallega en general.

## Empresas asociadas
- AGEA Editora
- Aira Editorial
- Alvarellos Editora
- Andavira Editora
- Antela Editorial

- Baía Edicións
- Belagua
- Biblos Clube de Lectores
- Boadicea Editora
- Bolanda
- Bululú
- Bunker Books

- Colex
- Cuarto de Inverno
- Cumio
- Cydonia

- Dardo Editorial
- Dos Acordes

- Ediciones del Viento
- Edicións Embora
- Ézaro Ediciones

- Fervenza

- Galaxia
- GaliNova

- Hércules de Ediciones

- Irmás Cartoné

- Kalandraka Editora
- KNS Ediciones

- La Voz de Galicia
- Laiovento Edicións
- Linteo Ediciones
- Luzes

- Obradoiro Edicións
- OQO Editora

- Patas de peixe
- Positivas

- Retranca Editora
- Rodeira

- Tambre
- Toxosoutos
- Trinqueta Verde
- Tulipa Editorial

- Urco Editora

- Xerais
- Xerme